# Jogesh Pati
Jogesh C. Pati (odia:ଯୋଗେଶ ପତି ) (* 1937) je indicko americký teoretický fyzik pracující na Stanford Linear Accelerator Center.

## Život
Jogesh Pati absolvoval základní i střední školu v Indii. Následně byl přijat na MPC Vysokou školu a zde získal první titul.
Poté získal bakalářský titul na Ravenshaw College a Utkal University v roce 1955, magisterský titul na Delhi University v roce 1957 a doktorský titul na Marylandské univerzitě v College Parku v roce 1961.
Je emeritní profesorem na Marylandské univerzitě na fyzikálním oddělení, které je součástí fakulty matematických, počítačových a přírodních věd.
Pati učinil průkopnické příspěvky v otázce sjednocení elementárních částic – kvarků a leptonů – a jejich kalibračních sil: slabé, elektromagnetické a silné. Ve spolupráci s laureátem Nobelovy ceny Abdusem Salamem z Pákistánu formuloval původní kalibrační teorie kvarkového–leptonového sjednocení a její důsledek, že dochází k narušování baryonového a leptonového čísla, což by se projevilo zejména u rozpadu protonu. Je pravděpodobné, že důsledky takového sjednocení, poskytují jeden z pilířů moderní částicové fyziky. Představy Patiho a Salama (Patiho-Salamův model) o symetrie SU(4) barvy, levo-pravé symetrie, a související existence pravotočivých neutrin poskytují některé z klíčových složek pro pochopení pozorovaných hmotností neutrin a jejich oscilací.

## Uznání
Pati byl oceněn Diracovou medailí za podnětné příspěvky k "úsilí o sjednocení". Medaili získal roku 2000 spolu s Howardem Georgi a Helen Quinnovou.
V roce 2013 získal Pati státní vyznamenání Padma Bhushan, 3. nejvyšší civilní ocenění indické vlády.